# Ucieczka z kanionu Wildcat
Ucieczka z kanionu Wildcat (tytuł oryg. Escape from Wildcat Canyon) – kanadyjsko-amerykański film przygodowy. Film jest emitowany w KidsCo w Kinie KidsCo.